# Die Legende der Festung Suram
Die Legende der Festung Suram, auch Die Legende der Suramer Festung (Originaltitel: ambawi suramis zichissa, georgisch: ამბავი სურამის ციხისა, Легенда о Сурамской крепости, Legenda o Suramskoi kreposti), ist ein sowjetischer Spielfilm, der in Georgien unter der Regie von Sergei Paradschanow und Dodo Abaschidse im Jahr 1984 nach der Novelle Die Unbeugsamen von Niko Lortkipanidse gedreht wurde.

## Handlung
Der Zar, Herrscher und Heerführer über ganz Georgien beglückwünscht die Erbauer zum Beginn der Arbeiten an der Festung von Suram. Durmischchan wird von seinem Fürsten freigelassen und bekommt ein Pferd geschenkt. Dafür soll seine Geliebte Wardo mit ihm einen Tanz aufführen. Mitten im Tanz kommt die Nachricht, dass die Wände der Festung nicht halten und immer wieder in sich zusammenfallen. Um beim wiederholten Aufbau mitzuwirken, macht sich Durmischchan auf den Weg und Wardo denkt, dass sie ihn nie wiedersehen wird. Am nächsten Tag wird ihm von Helfern des Fürsten das geschenkte Pferd wieder abgenommen.
Auf seinem Weg durch das Land trifft er auf Osman-aga, der ihm seine Lebensgeschichte erzählt: Nach dem Tod seines Vaters wird ihm von seinem Fürsten das Haus genommen und er selbst muss für ihn als Knecht arbeiten. Bei einem Wettkampf mit einem Gast, bei dem Osman-aga als Gehilfe tätig ist, verliert der Fürst und übereignet den Helfer dem Gast als Gewinn. Osman-agas Mutter bettelt den Fürsten um die Rücknahme dieser Entscheidung an, doch dieser zwingt nun Mutter und Sohn als Gespann auf der Tenne das Stroh zu dreschen, was die Mutter nicht überlebt. Zur Strafe ersticht der Sohn den Fürsten und muss anschließend flüchten. Auf der Flucht lernt er einen Kaufmann kennen, der ihm hilft. Es entwickelt sich eine Freundschaft, Osman-aga wird selbst Kaufmann und ein wohlhabender Mann. Er verabschiedet Durmischchan nach dem Gespräch mit dem Hinweis, dass man Güte nicht vergisst.
Wardo bekommt inzwischen ein Kind und geht auf die Suche nach ihrem Geliebten. Auch der Besuch einer alten Wahrsagerin kann ihr nicht helfen. Als diese stirbt und beerdigt wird, übernimmt Wardo deren Aufgaben. Surab, der inzwischen erwachsene Sohn Wardos, lebt bei seinem Vater und beide unterhalten sich über die Festung Suram, deren Wände noch immer nicht stehen bleiben. Sie kommen zu dem Schluss, dass nur noch eine Wahrsagerin helfen kann. Eine Gruppe aus der Festung geht zu einer solchen, die jedoch nur mir Surab allein sprechen will. Ihm erklärt sie, dass die Mauern nur halten werden, wenn sich ein großer, hübscher blauäugiger Jüngling sich darin einmauern lässt. Diesen Ratschlag erteilt sie, obwohl sie erkennt, dass es sich um ihren eigenen Sohn handelt, der aber nicht weiß, wer sie ist. Wieder zurück in Suram mauert er sich selbst ein, ohne jemanden etwas vorher davon zu erzählen.
Wardo geht an die Festungswand, um sich von ihrem eingemauerten Sohn zu verabschieden und der Zar lässt ihr alle Ehrungen Georgiens zukommen, denn die Dunkelheit über dem Land ist beendet.

## Produktion und Veröffentlichung
Der Farbfilm hatte im April 1986 unter dem Titel Легенда о Сурамской крепости in Moskau Premiere, nachdem er bereits im Juli 1985 auf dem Internationalen Filmfestival in Moskau gezeigt wurde. Wie alle  georgischen Filme wurde Die Legende der Festung Suram in georgischer Sprache gedreht und dann für die anderen Sowjetrepubliken Russisch synchronisiert. In Deutschland erfolgte die erste Aufführung am 10. Mai 1986 im West-Berliner Kino Arsenal.
In der DDR wurde der Film das erste Mal nachweisbar im Berliner Kino Babylon am 6. Januar 1989 gezeigt.

## Kritik
Das Kino Arsenal veröffentlichte in seinen Katalogblättern zwei Kritiken:

„So brisant der politische Hintergrund des Films auch sein mag – er ist allen georgischen Kriegern gewidmet, die ihr Leben für die Heimat hingegeben haben –, besticht er doch vor allem durch seine außergewöhnlichen stilistischen Mittel. Nichts ist realistisch. Sogar die Landschaft wird zur phantastischen Kulisse, in der sich die Schauspieler wie die Darsteller eines Lebenstheaters bewegen. (Carla Rhode im Tagesspiegel vom 10. Mai 1986)“

„Die Handlungen sind in ihren Gesten ritualisiert, oft frontal zum Publikum angeordnet. Die Drehorte, wie Bühnenprospekte, werden nicht nach einer illusionären Logik des Ortes eingesetzt, sondern nach ihrem kultischen Gehalt benutzt. Bilder, die symbolisch vom Lauf der Zeit erzählen und viele Zwischentitel geben dem Film zusätzlich die Form eines Bilderbogens, eines in Episoden erzählenden Volkstheaters. (Katrin Bettina Müller in: Die Tageszeitung, Berlin vom 10. Mai 1986)“

Das Lexikon des internationalen Films schreibt, dass der Film die Novelle in kraftvollen Metaphern adaptiert und sich der archaische Sinngehalt in einem eigenwilligen, assoziativ zu verstehenden Bilderteppich von erlesener Schönheit vermittelt.